# Краснознаменск (Московска област)
Краснознаменск (на руски: Краснознаменск) е град, разположен в Московска област, Русия. Има статут на затворен град във връзка с наличието на център за управление на полетите на руските военни сателити. Населението му към 1 януари 2018 е 41 769 души.